# David Manners
Pour les articles homonymes, voir Manners.
David Manners est un acteur canadien né le 30 avril 1900 à Halifax (Canada), mort le 23 décembre 1998 à Santa Barbara (Californie).

## Filmographie
- 1929 : The Sky Hawk de John G. Blystone : Pilote
- 1930 : La Fin du voyage (Journey's End) de James Whale : 2d Lt. Raleigh
- 1930 : He Knew Women (en) : Austin Lowe
- 1930 : Sweet Mama d'Edward F. Cline : Jimmy
- 1930 : Kismet : Caliph Abdallah
- 1930 : Vingt et un ans (The Truth About Youth) de William A. Seiter : Richard 'The Imp' Dane
- 1930 : Mothers Cry de Hobart Henley : Arthur 'Artie' Williams
- 1930 : The Right to Love de Jacob Fleck et Luise Fleck : Joe Copeland
- 1931 : Dracula de Tod Browning : John Harker
- 1931 : Le Millionnaire (The Millionaire) de John G. Adolfi : William 'Bill' Merrick
- 1931 : La Femme aux miracles (The Miracle Woman) de Frank Capra : John Carson
- 1931 : The Last Flight de William Dieterle : Shep Lambert
- 1931 : The Ruling Voice de Rowland V. Lee : Dick Cheney
- 1932 : Les Grecs avaient un nom pour elles (The Greeks Had a Word for Them) de Lowell Sherman : Dey Emery
- 1932 : Lady with a Past de Lowell Sherman : Donnie Wainwright
- 1932 : Beauty and the Boss de Roy Del Ruth : Baron Paul von Ullrich
- 1932 : Man Wanted : Thomas 'Tom' / 'Tommy' Sherman
- 1932 : Stranger in Town d'Erle C. Kenton : Jerry
- 1932 : Crooner de Lloyd Bacon : Teddy Taylor
- 1932 : Héritage (A Bill of Divorcement) de George Cukor : Kit Humphreys
- 1932 : They Call It Sin de Thornton Freeland : James 'Jimmy' Decker
- 1932 : The Death Kiss de Edwin L. Marin : Franklyn Drew
- 1932 : La Momie (The Mummy) de Karl Freund : Frank Whemple
- 1933 : From Hell to Heaven d'Erle C. Kenton : Wesley Burt
- 1933 : The Warrior's Husband de Walter Lang : Theseus
- 1933 : The Girl in 419 de Alexander Hall et George Somnes : Dr Martin Nichols
- 1933 : The Devil's in Love de William Dieterle : Capitaine Jean Fabien
- 1933 : Chanteuse de cabaret (Torch Singer) d'Alexander Hall : Michael 'Mike' Gardner
- 1933 : Scandales romains (Roman Scandals) de Frank Tuttle : Josephus
- 1934 : The Luck of a Sailor de Robert Milton : capitaine Colin
- 1934 : Le Chat noir (The Black Cat) de Edgar G. Ulmer : Peter Alison
- 1934 : The Great Flirtation de Ralph Murphy : Larry Kenyon
- 1934 : The Moonstone (en) de Reginald Barker : Franklyn Blake
- 1935 : The Mystery of Edwin Drood de Stuart Walker : Edwin Drood
- 1935 : The Perfect Clue de Robert G. Vignola : David Mannering
- 1935 : Jalna de John Cromwell : Eden Whiteoaks
- 1936 : Lucky Fugitives de Nick Grinde : Jack Wycoff / Cy King
- 1936 : Hearts in Bondage (en) de Lew Ayres : Raymond Jordan
- 1936 : La Rebelle (A woman rebels) de Mark Sandrich : lieutenant Alan Craig Freeland